# Stenocereus montanus
Stenocereus montanus  es una especie de planta fanerógama de la familia Cactaceae. Es endémica México donde se encuentra en Sonora y Sinaloa en los bosques de hoja caduca en altitudes 300-1075 metros.

## Descripción
Stenocereus montanus tiene forma de candelabro ramificado en forma de árbol con algunas unidades y alcanza un tamaño de 6-9 metros de altura.  La propagación inicial después se convierte en brotes verticales que tienen un diámetro de 13 a 20 centímetros. Tiene de siete a nueve costillas ligeramente redondeadas que no tienen muescas. Las llamativas areolas son de color marrón oscuro, ocupada con pelo enmarañado, con  nueve a diez espinas centrales que primero son blancas, más tarde canosas de 5 a 15 milímetros de largo. La menor de ellas es de hasta 3 mm de largo. Las flores son de color blanco a blanco rosado y abren  por la noche. Miden de 6 a 8 cm de largo y tienen un diámetro de 3,5 a 5 centímetros. Sus brácteas son fuertemente rechazadas. Los frutos son esféricos a ovoides, de color verde a verde-rojo a púrpura y alcanzan un diámetro de 5 a 6 centímetros. Están cubiertos con finas espinas de color amarillo claro. La carne es de color rojo.

## Taxonomía
Stenocereus gummosus fue descrita por (Britton & Rose) Buxb. y publicado en Botanische Studien 12: 101. 1961.
Etimología
Stenocereus: nombre genérico que deriva de las palabras griegas:
"στενός" (stenos) para "apretado, estrecho" y se refiere a las costillas relativamente estrechos de las plantas y cereus para "cirio, vela".
montanus: epíteto latíno que significa "de las montañas"
Sinonimia
- Lemaireocereus montanus Britton & Rose	basónimo
- Ritterocereus montanus (Britton & Rose) Backeb.[3]